# Melanoscia ceto
Melanoscia ceto là một loài bướm đêm trong họ Geometridae.